# Infonavit Norte
Infonavit Norte es una colonia perteneciente a la ciudad de Cuautitlán Izcalli, Estado de México. Se encuentra dividida en tres secciones: primera, segunda, y consorcio. Es la primera colonia que se estableció en dicha ciudad, como parte de la fundación del municipio de Izcalli, acaecida el 22 de junio de 1973.

## Historia
Entre 1982 y 1986, se entregaron un total de 2 mil 768 casas a los nuevos habitantes de este vecindario. Sus zonas de juegos destacaron por el diseño del escultor Fabián Medina Ramos, quien tenía como característica incluir animales de concreto como parte de los mobiliarios infantiles.
El 23 de junio de 1996, se registró una explosión en una unidad habitacional de la colonia, que provocó el derrumbe parcial del edificio en el que habitaban sus residentes. Este siniestro cobró la vida de cinco personas y dejó a 300 damnificados, algunos de los cuales quedaron en situación de calle.
Entre 1998, 2000 y 2008 respectivamente, se establecieron instituciones y lugares de servicios públicos para los moradores de la colonia, primero fueron la biblioteca pública municipal Lic. Mario Colín Sánchez, y el registro civil oficialía N° 3, después la unidad y clínica del Sistema Nacional para el Desarrollo Integral de la Familia (DIF) Infonavit Norte, que en 2022 se convirtió en el «Centro de Atención de Derechos de Niños y Niñas», y finalmente la clínica 52 del Instituto Mexicano del Seguro Social (IMSS) Estado de México.

## Indicadores sociales

### Deporte
Entre las actividades deportivas de la colonia están el voleibol, una división conformada en su mayoría por mujeres, y el fútbol, sobresaliendo por divisiones masculinas y femeninas, y por el espacio deportivo conocido como «el gallinero» donde se llevan a cabo partidos y entrenamientos de dicha disciplina.

### Economía
Es la localidad en la que se encuentra el mercado del Carmen, uno de los principales mercados del ayuntamiento. En sus negocios aledaños, que incluyen a la plaza del sol y el mercado Provizcalli, se encuentran comercios de peluquería, panadería, gimnasio, tatuaje, entre otros.

### Educación
En esta colonia se hallan tres de los principales centros de educación pública a nivel preparatoria con los que cuenta la ciudad: la escuela preparatoria oficial N° 113, la escuela preparatoria oficial N° 11, y el Conalep Cuautitlán 108.
El barrio también alberga las instalaciones del centro de asimilación tecnológica, perteneciente a la Facultad de Estudios Superiores Cuautitlán de la Universidad Nacional Autónoma de México.

### Religión
Entre la población habitante de esta localidad se encuentran dos religiones predominantemente significativas, el catolicismo y la adoración a la Santa Muerte. El culto católico es llevado a cabo en la Parroquia de La Divina Providencia, la iglesia de la entidad. Al igual que en otras colonias y pueblos de Izcalli, durante las festividades anuales de Semana Santa, se realiza una representación del vía crucis de Jesús de Nazaret.
En cuanto a la veneración de la Santa Muerte, la imagen tiene su propio altar localizado en un sector habitacional llamado, los unos.

## Transporte
La ruta de transporte AMT terminal Conalep se encuentra situada en esta colonia, cuyo nombre se debe a que está asentada cerca del Conalep Cuautitlán 108. Es uno de los primordiales medios de transporte en cuanto al traslado fuera del territorio de Izcalli, contando con direcciones que llegan a Tlalnepantla de Baz, Ciudad Satélite, Naucalpan de Juárez, y Ciudad de México.

## Geografía
La primera sección abarca un área cercana a 32 hectáreas, en la que habitan alrededor de 8,720 personas. La segunda cuenta con un área cercana a 40 hectáreas, y viven en promedió 9,960 personas. Finalmente, el fraccionamiento consorcio tiene aproximadamente un área cercana a 7 hectáreas, y viven en torno 1,960 personas.
Gracias a que es una de las colonias establecidas en una de las zonas más céntricas de la ciudad, tiene un rápido desplazamiento a algunas de las zonas comerciales más concurridas del ayuntamiento, como la plaza San Miguel, Luna Parc, y la plaza San Marcos. Además, tiene cercanía con el Ferrocarril Suburbano de la Zona Metropolitana del Valle de México, cuya estación de salida se encuentra localizada en el municipio vecino de Izcalli, Cuautitlán.

### Hidrografía
El río Cuautitlán cruza a través de esta colonia, situándose específicamente apegado al lugar donde se encuentra establecida la clínica 52 del IMSS, y el mercado del Carmen, teniendo sus límites con el pueblo de San Juan Atlamica.